# Handley Page Halifax
Handley Page Halifax byl čtyřmotorový těžký bombardér používaný za druhé světové války britským RAF (Královským letectvem). V rámci RAF tyto letouny používaly i perutě složené z personálu pocházejícího z britských dominií – perutě 6. skupiny RAF (složené z Kanaďanů) a australské perutě číslo 460, 462 a 466 (ty operovaly v rámci 4. skupiny RAF). Pod velením 4. skupiny RAF také operovaly francouzské perutě číslo 346 a 347. V oblasti Středomoří s nimi létala (opět v rámci RAF) 301. polská peruť, ta byla mezi listopadem 1944 a březnem 1945 vyzbrojena Halifaxy Mk.II a Mk.V (jednotka v té době operovala z italského Brindisi). Podobně jako jeho současník, bombardér Avro Lancaster byl používán ještě v padesátých letech 20. století. Do roku 1961 tento typ létal v letectvu Pákistánu.

## Vznik a vývoj

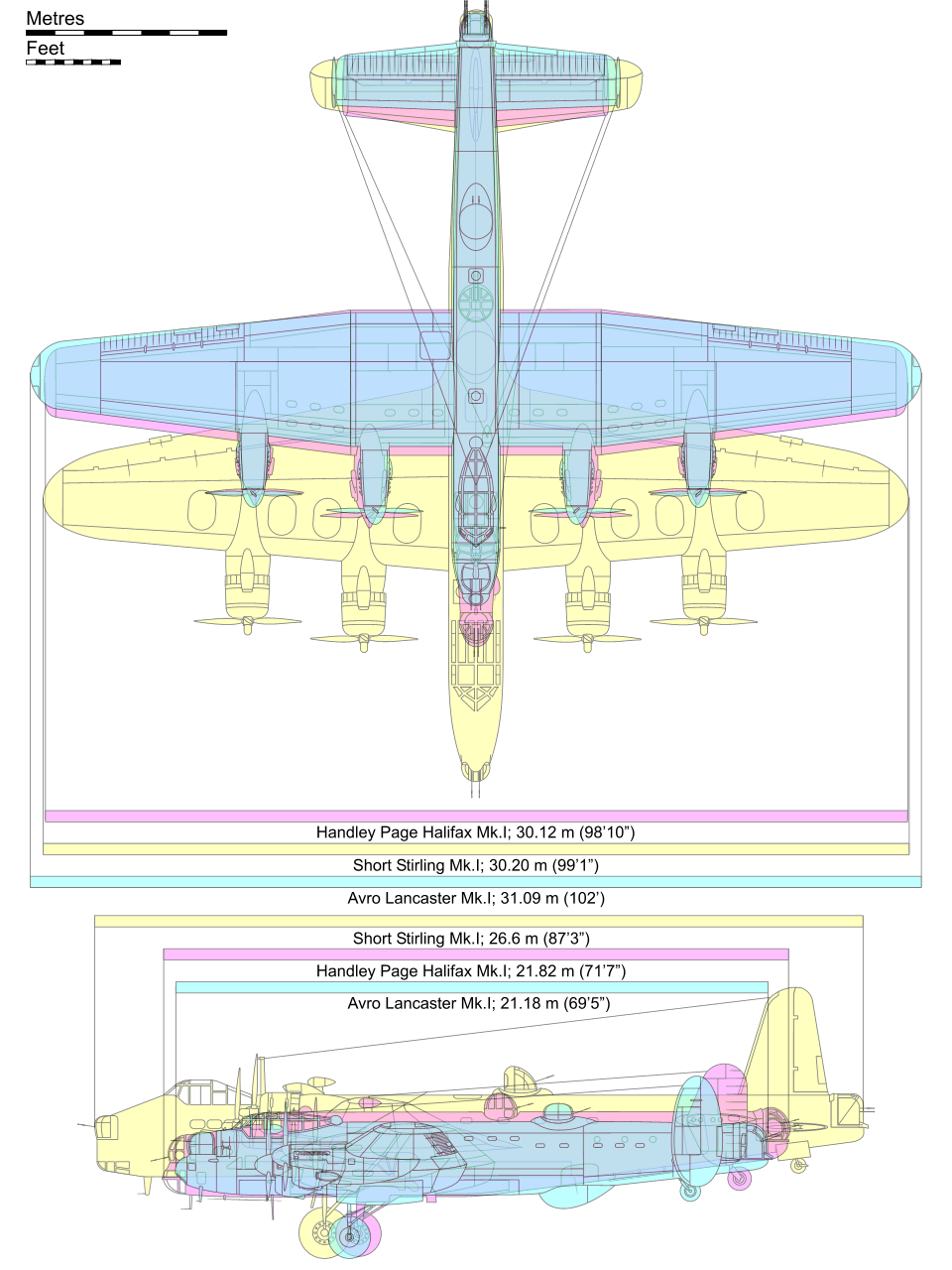
Porovnání stroje Halifax Mk I (růžová) s jeho současníky Short Stirling (žlutá) a Avro Lancaster (modrá)

Vznik typu byl poměrně komplikovaný. V roce 1936 byla vydána dvojice zadání na vývoj nových typů bombardérů, která měla mimořádný vliv na výzbroj Bomber Command RAF v nadcházející válce. První, B.12/36, požadovaly vývoj těžkého čtyřmotorového bombardéru, který měl dosahovat cestovní rychlosti 230 mph (370 km/h) ve výšce 15 000 ft (4572 m) a operační dostup měl být 28 000 ft (8534 m). Při přetížení měl mít dolet 3000 mil (4828 km) s pumovým nákladem 8000 lb (3628 kg), při sníženém množství neseného paliva, s požadovaným doletem 2000 mil (3218 km), měl být schopen nést až 14 000 lb pum (6350 kg). Druhé, P.13/36, požadovaly spíše vývoj víceúčelového stroje – v kategorii označované písmenem P doposud vznikaly spíše lehké stroje jednomotorové, kupř. podle specifikací P.27/32 vznikl typ Fairey Battle a podle P.4/34 byl postaven typ Hawker Henley (vznikal jako budoucí náhrada typu Fairey Battle, ovšem v původně proponované roli již nasazen nebyl). Typ vyhovující specifikacím P.13/36 měl být pouze dvoumotorový, měl plnit roli rychlého středního bombardéru, průzkumného letounu a také měl být schopen torpédových útoků – měl být schopen nést v pumovnici dvojici torpéd.
Další, ovšem mimořádně náročný byl požadavek na schopnost střemhlavého bombardování, přičemž stroj měl být schopen letu až pod úhlem 70 stupňů (vzhledem k mimořádnému namáhání konstrukce draku, zejména při vybírání letu střemhlav, to ovšem muselo znamenat podstatné zvýšení hmotnosti konstrukce draku letounu). Požadované výkony byly mimořádné: cestovní rychlost měla být 275 mph (442 km/h) ve výšce 15 000 ft (4572 m), operační dostup 28 000 ft (8534 m). S pumovým nákladem 4000 liber (1814 kg) měl mít dolet 3000 mil (4828 km), s maximálním pumovým nákladem 8000 liber (3628 kg) pak 2000 mil (3218 km). Stroj měl být schopen operovat ve dne i v noci, rovněž byla požadována schopnost operovat v různých klimatických podmínkách (což v praxi mj. znamenalo i možnost montáže protiprachových filtrů na sání motorů či instalaci chladičů schopných zajistit provoz motorů i za vysokých teplot panujících v tropickém klimatickém pásmu).
Posledním požadavkem, společným pro specifikace B.12/36 i P.13/36, bylo že při maximální vzletové hmotnosti budou letouny startovat pomocí katapultů, instalovaných na letištích (u nových typů letounů se předpokládalo, že budou při maximální hmotnosti vyžadovat značně delší vzletovou dráhu než dosavadní typy; v reálu k uskutečnění této myšlenky nakonec nedošlo, přestože došlo i k praktickým zkouškám katapultů – nakonec se ukázalo že vyhovující plochy nebudou zase o tolik delší, navíc v rámci uvolnění finančních prostředků na přezbrojení RAF se našlo dost peněz i na výstavbu nových letišť a zvětšení těch stávajících).

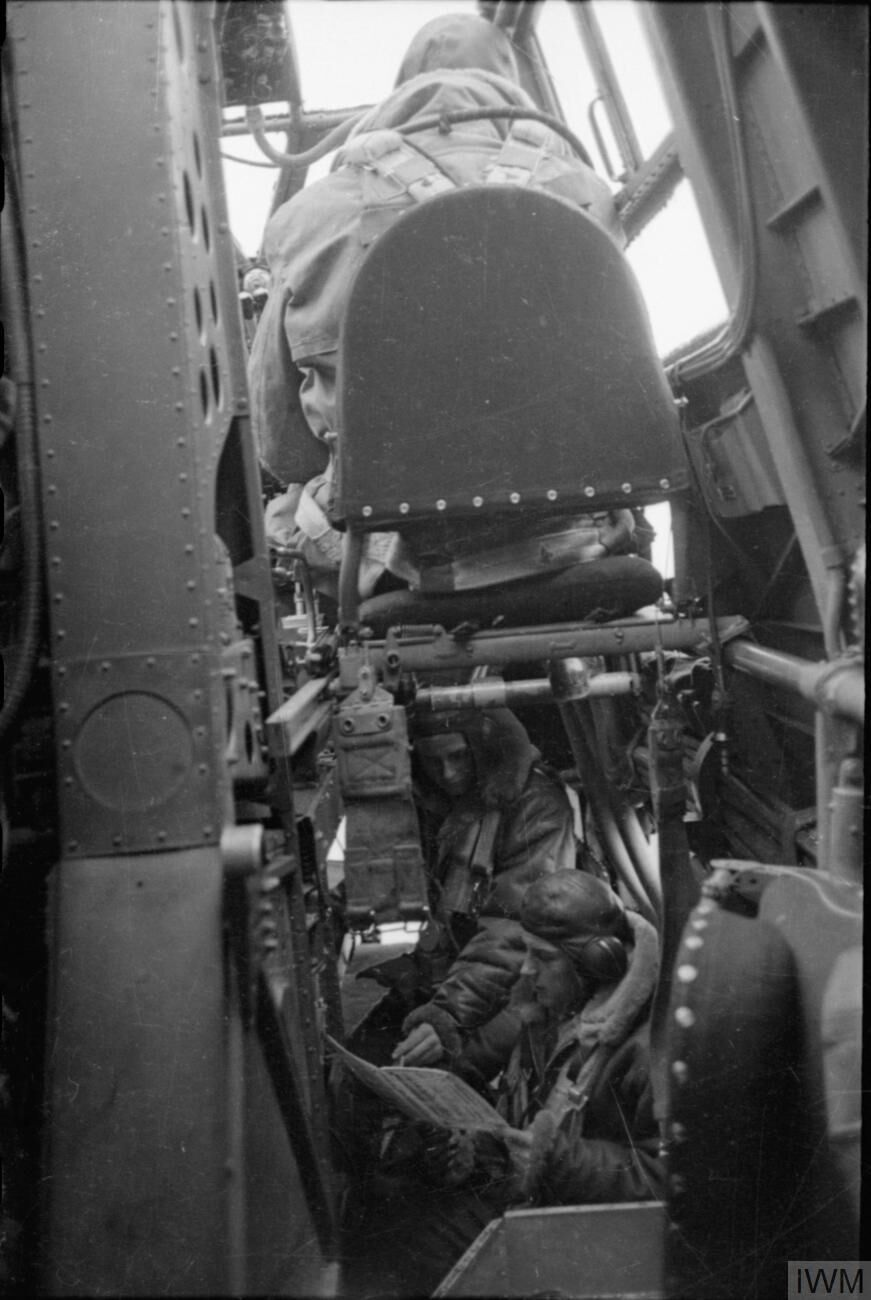
Halifax B Mk II 1. série : pilot (nahoře) s předním střelcem a navigátorem vespod

Firma Handley Page v té době pracovala na vývoji projektu dvoumotorového bombardéru s továrním označením HP-55, který vznikal na základě specifikací B.1/35 (na jejich základě vznikl pouze jediný typ, Vickers Warwick). Na základě kontraktu 441975/35 byla objednána stavba prototypu. Dne 24. srpna 1936 byly zveřejněny již zmíněné specifikace P.13/36, podstatně náročnější a fakticky, v případě úspěšné realizace, předem odsuzující k neúspěchu konstrukce vzniklé podle specifikací B.1/35, vydaných o pouhý rok dříve. Výsledkem jednání mezi Air Ministry a firmou Handley Page bylo přerušení vývoje HP-55 a jeho nahrazení dvoumotorovým HP-56. Projekt časem procházel mnoha změnami, na základě postupného upřesňování požadavků Air Ministry a řadě diskusí mezi ministerstvem a firmou Handley Page. Projekt vznikal v celé řadě verzí, ve finále krystalizoval ve dvou variantách, buď s motory Bristol Hercules, nebo teprve připravovanými kapalinou chlazenými čtyřiadvacetiválci Rolls-Royce Vulture – ty měly podle předběžných dat od firmy Rolls-Royce zprvu dávat výkon 1700 hp (ovšem prototyp tohoto motoru, jehož vývoj byl započat v září 1935, se poprvé rozběhl na brzdě teprve 1. září 1937). Stroj koncepčně vycházel z HP-55, ovšem měl být poněkud menší – HP-55 měl mít křídlo s rozpětím 95 ft (28,956 m) zatímco HP-56 měl mít křídlo s menší nosnou plochou a rozpětím 90 ft (27,432 m). Na základě předložených projektů byly 30. dubna 1937 podepsány objednávky na stavbu prototypů – firma Handley Page měla postavit dva HP–56 (byla jim přidělena sériová čísla L7244 a L7245, kontrakt číslo 624972/37) a Avro dva stroje Type 679 (sériová čísla L7246 a L7247, kontrakt 624973/37), konstrukce obou firem měly pohánět motory Vulture.
Bohužel, motory Vulture přitom stále nebyly k dispozici, navíc byly obavy z toho, bude-li firma Rolls-Royce schopna zajistit dodávky požadovaného množství motorů – RAF tehdy objednávala, v souladu s rozsáhlými programy rozvoje, značně rozsáhlé výrobní série nových letounů, přičemž Rolls-Royce mezitím byl doslova zahlcen objednávkami motorů Merlin; ty již mj. poháněly stíhačky Hawker Hurricane a Supermarine Spitfire, či bombardéry Fairey Battle. Navíc panovala oprávněná obava z možnosti vyřazení rozsáhlých výrobních kapacit leteckými útoky, proto se hledali další možní producenti, a to i mimo dosavadní zavedené výrobce draků a motorů. Výsledkem byl návrh použít jiné motory, popřípadě typ změnit na čtyřmotorový – tím vznikla záloha pro případ zpoždění vývoje motorů Vulture, které měly zůstat pouze u typu Avro 679. Nevýhodou přitom bylo, že instalace čtyř motorů zkomplikuje motorovou i palivovou instalaci, což nutně povede k nárůstu hmotnosti stroje, dalším záporem byl dodatečný aerodynamický odpor dalších dvou motorových gondol. Přesto bylo během července a srpna 1937 na základě debat mezi konstruktéry firmy a příslušných oddělení Air Ministry rozhodnuto, že projekt HP-56 bude nahrazen čtyřmotorovým HP-57, který bude poháněn motory Rolls-Royce Merlin X (první verze Merlinu s dvourychlostním jednostupňovým kompresorem), které dávaly vzletový výkon 1075 hp (801 kW). Objednávka dvou prototypů (L7244 a L7245) přitom byla převedena na projekt HP-57. V průběhu jednání také byly zcela opuštěny některé z původních požadavků specifikací. Nejprve to byl požadavek na schopnost nést dvojici torpéd, dále start letounu pomocí katapultu – předběžné výpočty ukazovaly, že čtyřmotorový stroj bude schopen vzlétnout na dráze 649 metrů (přes 15m překážku), a nakonec byla zcela opuštěna i myšlenka na střemhlavé bombardování. Přesto ovšem čtyřmotorový stroj vycházel podstatně rozměrnější a těžší, než podle původního projektu, přičemž stroj postupně přerůstal do kategorie, kterou původně specifikovaly požadavky B.12/36 (k stejnému vývoji ale docházelo i u konkurenčního typu Avro 679).
Firma i své předchozí modely označovala jmény měst, jméno Halifax letoun dostal podle města v hrabství Yorkshire (dnes West Yorkshire). RAF objednala prvních 100 kusů ještě předtím, než prototyp vzlétl. První let Halifaxu se uskutečnil 25. října 1939, jen několik týdnů po začátku druhé světové války. Za řízením stroje seděl major James Lucas Brome Hope Cordes, šéfpilot firmy Handley Page.
Na výrobu verze Mk.I, která přímo vycházela z konstrukce druhého prototypu (L7245 zalétaný 17. srpna 1940), úzce navazovala verze Mk.II. Nejpodstatnější změnou prvního provedení „dvojky“ byla montáž výkonnějších motorů Merlin XX, či později Merlin 22. Další důležitou změnou bylo odstranění příďové střelecké věže, přičemž přední část trupu dostala aerodynamicky výhodnější tvarování ve tvaru vřetene (příď letounu přitom byla prodloužena o 0,4572 metru). V bohatě prosklené přídi zůstalo stanoviště bombometčíka, který také ovládal kulomet uložený v kloubovém závěsu. Tato modifikace (Mod. 452) se poprvé objevila na strojích Halifax Mk.II Srs.1A a Mk.V Srs.1A a stala se standardem u všech následujících verzí Halifaxu. Verze Mk.II bylo vyrobeno 1976 a Mk.V 904 kusů.
Nejrozšířenější byla verze B Mk.III (její výroba byla zahájena v roce 1943 2 091 kusů), tato i jinak upravená řada používala mnohem silnější motory Bristol Hercules VI nebo XVI se vzletovým výkonem (1615 hp). Nejvýkonnější verzí se stal Halifax B Mk.VI poháněný motory Bristol Hercules 100 o výkonu 1800 hp. Podle označení poslední bombardovací byla verze Mk.VII (výroba ovšem byla zahájena před Mk.VI – dodávky motorů Hecules 100 se pozdržely, a tak prozatím byla zahájena výroba „sedmičky“, která kombinovala drak Mk.VI se starší verzí motorů), tu poháněly slabší Herculesy XVI. Obou verzí bylo však postaveno již jen menší množství – Mk.VII vzniklo 413 a Mk.VI 467 kusů.
Posledními verzemi byly neozbrojené transportní C Mk.VIII (pro přepravu 11 osob) a výsadkové A Mk.IX (pro dopravu 16 parašutistů).

## Bojové nasazení

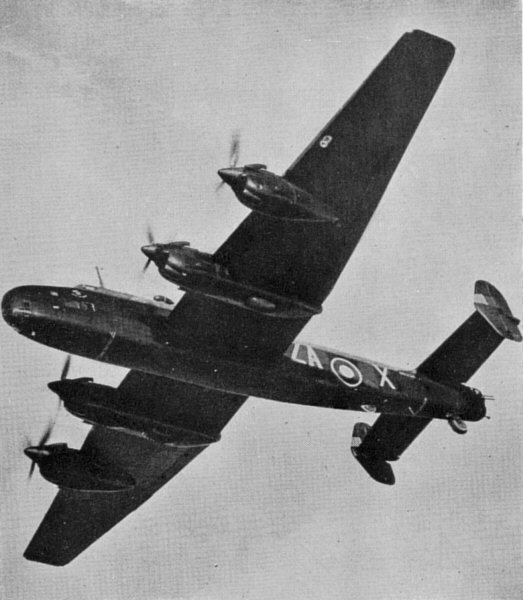
Halifax W1057 ZA-X 10. bombardovací perutě RAF. Tento letoun se účastnil útoků na bitevní loď Tirpitz

Halifaxy vstoupily do služby u 35. bombardovací perutě RAF na základně Linton-on-Ouse (Linton upon Ouse, hrabství Yorkshire) v listopadu 1940 a první operační let na Le Havre se uskutečnil v noci z 11. na 12. března 1941.
Ve službách RAF Bomber Command Halifaxy nalétaly 82 773 operačních letů, při kterých svrhly 224 207 tun bomb, při vlastních ztrátách 1 833 strojů. (podle Wings Encyclopedia of Aviation, Orbis, 1979). Mimo bombardování sloužily také jako vlečné letouny pro kluzáky, letadla elektronického boje, či pro vysazování agentů a dopravu zbraní do okupovaných území Evropy. Například skupina Anthropoid byla v prosinci 1941 vysazena z Halifaxu Mk.II 138. peruti RAF. Používány byly také RAF Coastal Command v boji proti ponorkám a pro meteorologický průzkum. Poslední stroj byl vyroben v listopadu 1946. V dobách největší výroby sjížděl z výrobní linky jeden kompletní stroj každou hodinu.
Celkem bylo RAF převzato 6176 strojů (vyrobeno jich ale bylo 6177, ovšem jeden kus byl zničen při havárii ještě před předáním). Bylo převzato 84 kusů verze Mk.I (L9485-L9534, L9560-L9584 a L9600-L-9608), 1976 Mk.II, 2091 Mk.III, 904 Mk.V, 467 Mk.VI, 413 Mk.VII, 96 Mk.8 a 145 Mk.9.
Po skončení války Halifaxy zůstaly ve službě RAF Coastal Command a RAF Transport Command a francouzského letectva až do roku 1952. Letectvo Pákistánu převzalo zbylé letouny a provozovalo některé až do roku 1961.
Typy H.P. 70 nazvané Handley Page Halton se po válce vyráběly jako letadla pro přepravu cestujících i nákladu.

## Současnost
Dnes na světě existují pouze dva restaurované Halifaxy. Jeden je v Yorkshire Air Museum na bývalém letišti RAF z druhé světové války v Elvingtonu (vznikl rekonstrukcí stroje sériového čísla HR792). Druhý stroj kanadského letectva (verze A Mk.VII označení NA337, sestřelený v roce 1945) byl vyzdvižen z norského jezera Mjøsa v roce 1995.
Stroj byl převezen do Kanady a kompletně rekonstruován až do roku 2005. Je vystaven v RCAF Memorial Museum na základně v Trentonu v Ontariu. Třetí Halifax (sériového čísla W1048, sestřelený při útoku na Tirpitz v dubnu 1942) byl nalezen a vyzdvižen týmem potápěčů RAF v norském jezeře Hoklingen (stroj byl vyzdvižen 30. června 1973). Stroj byl zakonzervován, ale nerestaurován a je vystaven v muzeu RAF v Hendonu v Londýně.

## Varianty
- HP-57 - Halifax Mk.I

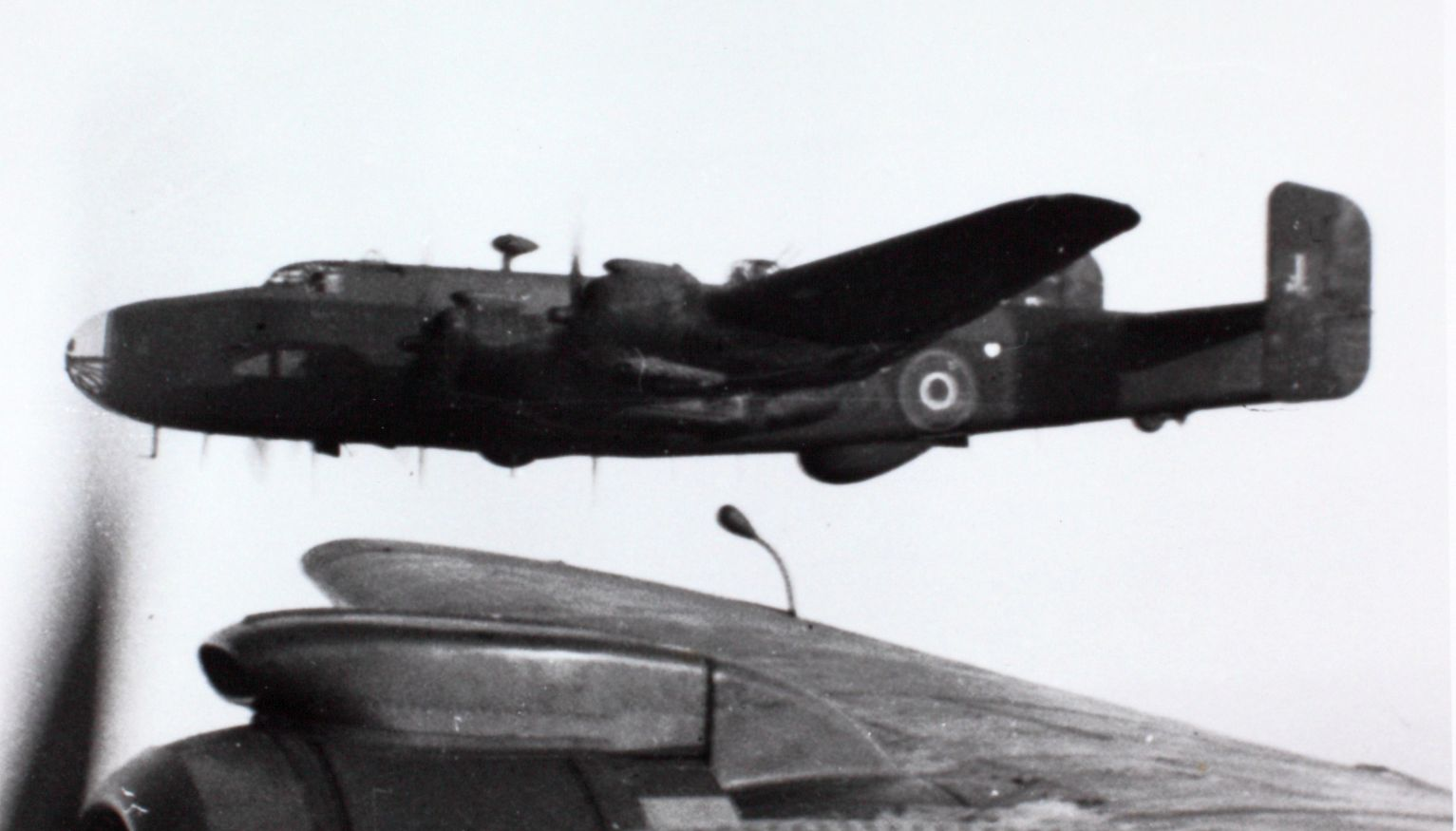
Handley Page Halifax

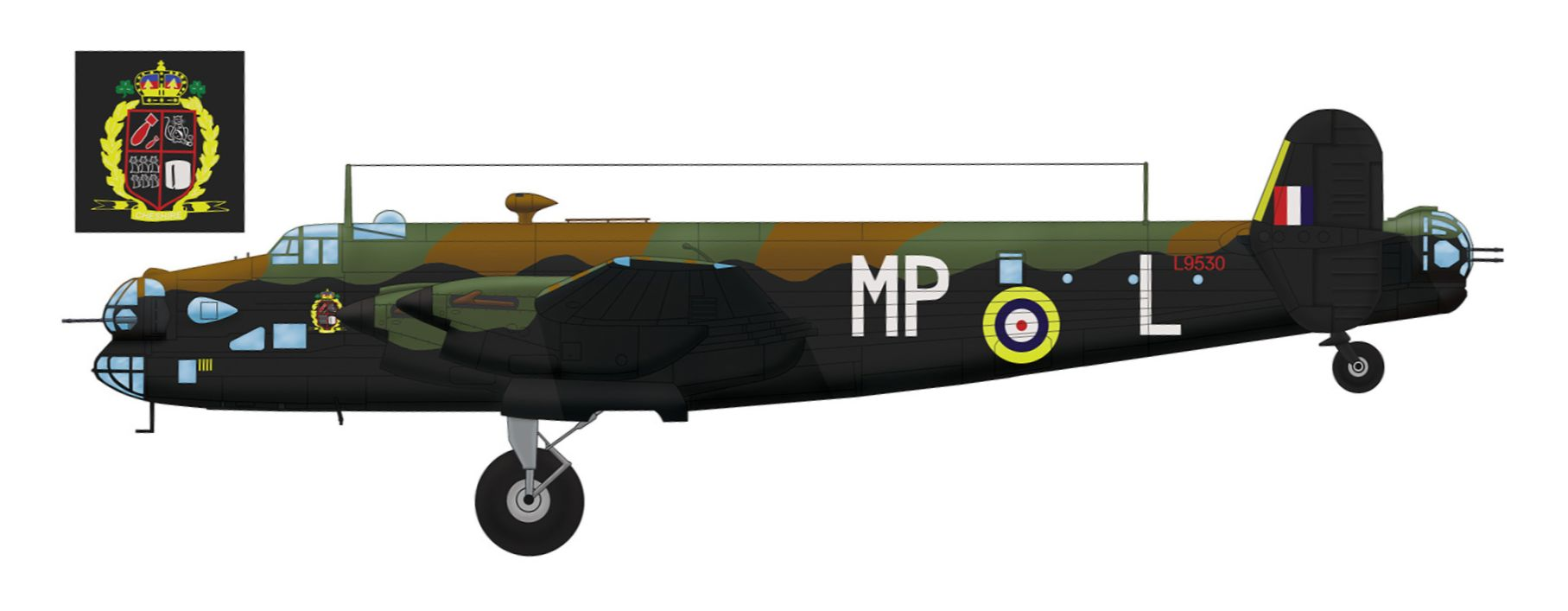
Těžký bombardér Handley Page Halifax B.Mk.I sériového čísla L9530 a kódového označení MP-L sloužil u 76. perutě Velitelství bombardovacího letectva na základně Middleton St. George. V létě 1941 se účastnil náletů na německé válečné lodě Scharnhorst a Gneisenau kotvící v Brestu

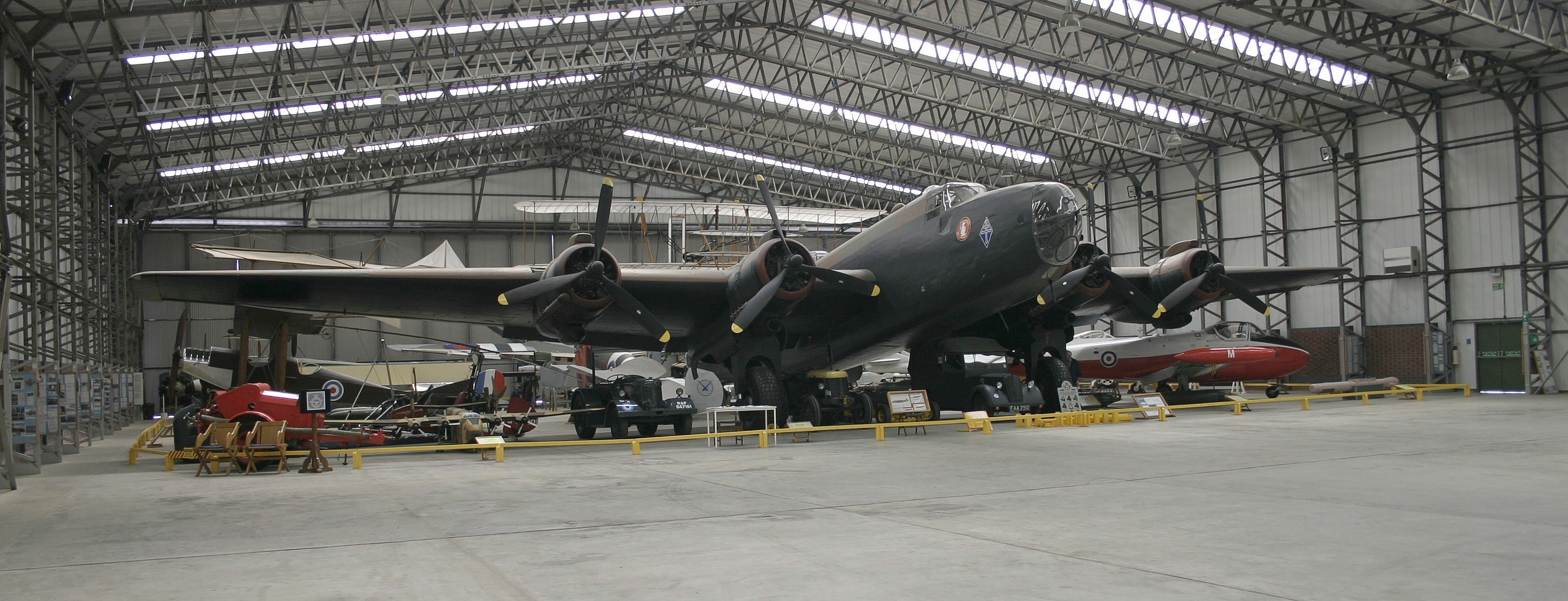
Halifax v muzeu v Elvingtonu

  - prototypy sériových čísel L7244 a L7245
  - Halifax Mk.I (Srs.1, Srs.2, Srs.3)
- HP-58 - nerealizovaný projekt stroje vyzbrojeného 20mm kanóny
- HP-59 - Halifax Mk.II
  - Halifax B Mk.II Srs.1
  - Halifax B Mk.II Srs.1(Special)
  - Halifax B Mk.II Srs.1A
  - Halifax GR Mk.II
- HP-61 - Halifax Mk.III
  - Halifax B Mk.III
  - Halifax A Mk.III
  - Halifax C Mk.III
- HP-63 - Halifax Mk.V
  - Halifax B Mk.V Srs.1
  - Halifax B Mk.V Srs.1 (Special)
  - Halifax B Mk.V Srs.1A
  - Halifax A Mk.V
  - Halifax GR Mk.V
- Halifax Mk.VI
  - Halifax B Mk.VI
  - Halifax C Mk.VI
  - Halifax GR Mk.VI
- Halifax Mk.VII
  - Halifax B Mk.VII
  - Halifax A Mk.VII
  - Halifax C Mk.VII
- H.P.70 - Mk C.VIII : Letoun pro přepravu cestujících a nákladu.
- H.P.71 - Mk A.IX : Vlečné letadlo pro vlečení kluzáků a pro přepravu výsadkářů.
- H.P.70 - Halton Mk I : Prozatímní civilní verze. Po válce bylo mnoho Halifaxů přestavěno pro civilní letectví.
- H.P.70 - Halton Mk II : VIP verze pro maharadžu Gaekwara.

Halifaxy mimo firmu Handley Page (1589 strojů) vyráběly také English Electric (2145 strojů), London Aircraft Production Group (710), Rootes Securities (1070) a Fairey (662).

## Uživatelé
- Austrálie (RAAF), Egypt, Francie, Kanada (RCAF), Nový Zéland (RNZAF), Pákistán, Velká Británie (RAF)

## Specifikace (B Mk.III)

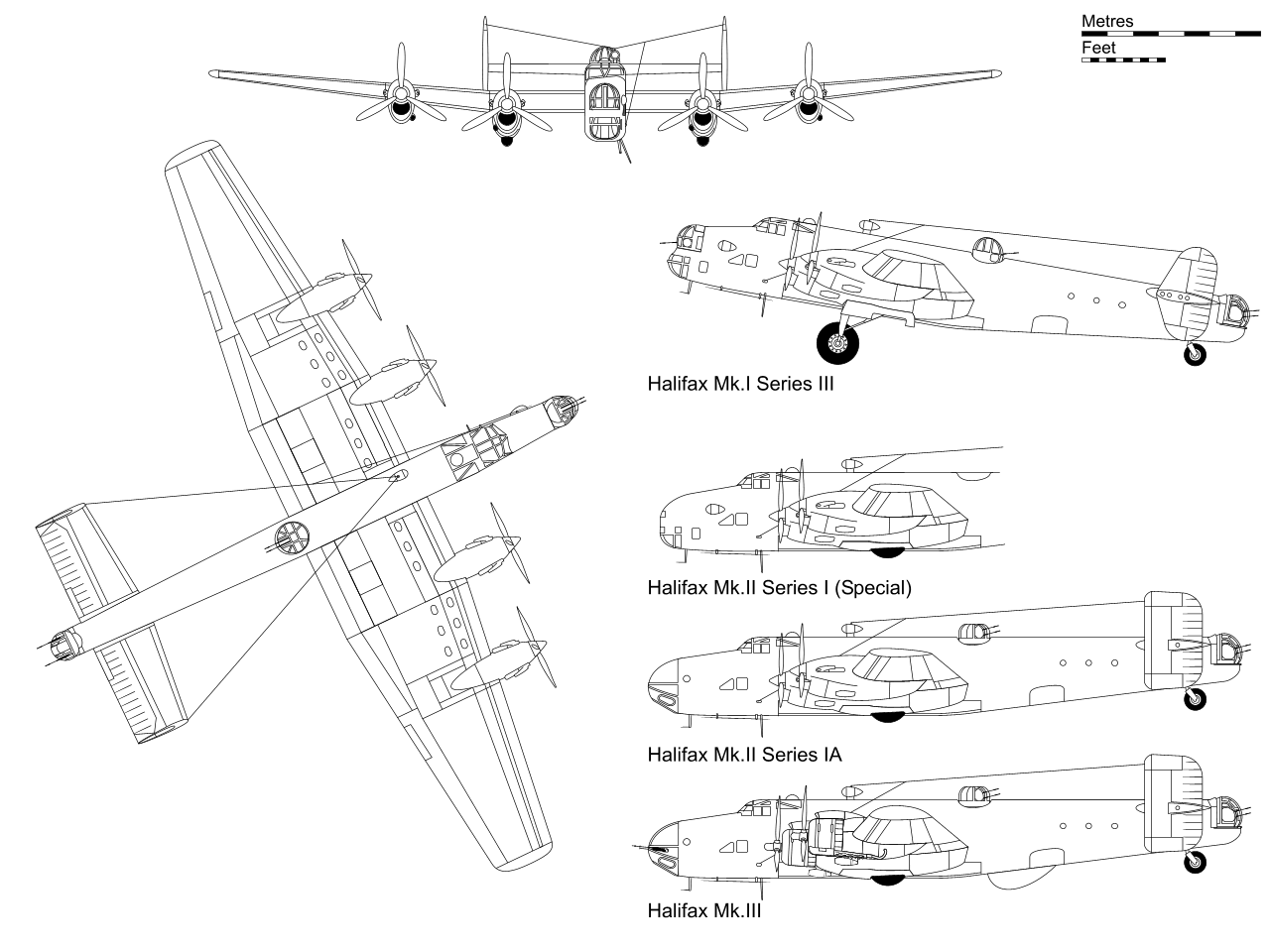

### Technické údaje
- Posádka: sedmičlenná
- Rozpětí: 31,60 m
- Délka: 21,82 m
- Výška: 6,32 m
- Plocha křídel: 118,45 m²
- Prázdná hmotnost: 17 345 kg
- Vzletová hmotnost : 29 484 kg
- Pohonná jednotka: 4 × dvouhvězdicový motor Bristol Hercules VI či XVI
- Výkon pohonné jednotky: 1 615 hp (1 204 kW)

### Výkony
- Maximální rychlost: 452 km/h ve výšce 4 115 m
- Cestovní rychlost: 367 km/h ve výšce 6 096 m
- Dolet s max. pumovým nákladem: 1660 km
- Dolet s max. zásobou paliva: 4480 km
- Dostup: 7315 m
- Počáteční stoupavost: 228 m/min
- Čas výstupu do výšky 6096 m: 45 min.

### Výzbroj
- 9 × kulomet – 2 × čtyřkulomet Browning (v záďové a hřbetní střelecké věži), 1 × výkyvný kulomet Vickers K v přídi, všechny zbraně mají ráži 7,7 mm.
- 5897 kg pum